# Aphylla producta
Aphylla producta – gatunek ważki z rodziny gadziogłówkowatych (Gomphidae). Występuje na terenie Ameryki Południowej (na południu po północną Argentynę) oraz w Trynidadzie i Tobago.